# Analisi dell'azienda agraria
L'analisi tecnica dell'azienda agraria si suddivide in due momenti: l'ordinamento fondiario e l'ordinamento produttivo.

## L'ordinamento fondiario
L'ordinamento fondiario esprime l'insieme delle caratteristiche che configurano il fondo come unità di produzione. Tali caratteristiche sono:
- Caratteristiche catastali: precisa la collocazione topografica delle particelle catastali, che definisce anche il reddito dominicale e il reddito agrario,
- Caratteristiche naturali: servono per avere una prima idea su quali siano le piante più convenienti da coltivare (clima; esposizione; natura dei terreni),
- Caratteristiche tecnico-economiche: si tratta di definire l'elemento capitale del fondo, ovvero le opere fondiarie che per essere considerate in termini economici devono essere rilevate, descritte, quantificate e valutate. I valori che noi troviamo sono valore di mercato, valore di costo (costo di ricostruzione e di riproduzione), valore di trasformazione, valore di surrogazione e valore complementare. Tutti questi valori ci danno il valore complessivo del bene preso in esame, che rapportato alla superficie del fondo ci darà l'intensità agraria Vc/ha
- Caratteristiche giuridico economiche: si tratta di definire il tipo di diritto in base al quale il possessore dispone del fondo: il proprietario, l'usufruttuario e l'enfiteuta.

## Ordinamento produttivo
L'ordinamento produttivo è il complesso delle scelte che l'imprenditore fa per attivare il capitale ed il lavoro, organizzarli insieme e farli funzionare. Prevede due momenti distinti: le scelte di organizzazione, ossia scelte di lungo periodo che spettano solo all'imprenditore, e le scelte di esercizio, complesso di scelte di breve periodo che spettano al direttore tecnico dell'azienda.
L'organizzazione prevede tre punti:
- rapporti tra le persone economiche e da qui quindi, si determina anche il tipo d'impresa agraria, capitalista o lavoratrice.
- ordinamento colturale
- trasformazione dei prodotti

L'esercizio prevede quattro punti:
- modalità d'esecuzione delle operazioni colturali
- modalità di concimazione e fertilizzazione del terreno
- modalità di difesa dalle avversità (bisogna distinguere da aziende biologiche a quelle tradizionali, rispettando i vari regolamenti)
- modalità di commercializzazione.

L'analisi tecnica dell'azienda agraria si conclude con l'inventario e il calendario agricolo.
L'inventario ci dà il patrimonio netto aziendale ed è composto da capitale fondiario e capitale di scorta (scorte vive e scorte morte). Il calendario agricolo: specifica la successione delle operazioni durante l'annata agraria e ci permette di raccogliere informazioni essenziali per i costi d'esercizio. Da qui l'imprenditore potrà vedere quando è il momento di assumere manodopera stagionale ecc...